# Rose de Freycinet
Rose de Saulces de Freycinet, nascida Rose Marie Pinon, mais conhecida como Rose de Freycinet (1794 – 7 de maio de 1832) foi uma mulher francesa que, em companhia do marido, Louis Claude de Saulces de Freycinet, navegou ao redor do mundo entre 1817 e 1820 em uma expedição científica francesa num navio militar, o Uranie, inicialmente disfarçada de homem. Embora não fosse a primeira mulher a dar a volta ao mundo (foi Jeanne Barret), foi a primeira a registrar suas experiências, em um diário. Suas divagações francas e pessoais sobre pessoas, lugares e acontecimentos, escritas como cartas para uma amiga na França sem nenhuma intenção de que fossem publicadas, representam um importante recurso antropológico. 
"Dir-se-á que o livro é profundamente indiscreto, uma vez que nem todas as verdades se dizem; mas a indiscrição, no caso, não é da pobre Rose que só escrevia para sua amiga de França, sem prever que o mundo haveria de evoluir, apurando a ganância dos editores e a curiosidade mais do que natural de seus leitores. De qualquer forma, entretanto, a obra legada aos nossos dias é coisa muito interessante, sobretudo se, em consideração, levarmos o que ela representa como depoimento franco, sincero e sem embuços."
O diário de viagem de Freycinet foi publicado pela primeira vez, sob o título Journal de Madame Rose de Saulces de Freycinet d'après le Manuscrit Original Accompagné de Notes par Charles Duplomb Directeur Honoraire au Ministère de la Marine (Diário de Madame Rose de Saulces de Freycinet segundo o Manuscrito Original Acompanhado de Notas por Charles Duplomb Diretor Honorário do Ministério da Marinha), em 1927 pela Société d'Éditions Géographiques, Maritimes et Coloniales. 

## Biografia
Rose de Freycinet nasceu como Rose-Marie Pinon em Saint-Julien-du-Sault, no departamento de Yonne, França, numa família de classe média. Sua mãe provavelmente se chamou Jeanne Pinon; o nome do pai é desconhecido hoje. Jeanne Pinon dirigia um internato para moças. Rose foi educada nessa escola, junto com umas 40 jovens damas de Paris.
Rose era a filha mais velha. Seu pai morreu enquanto ela era relativamente jovem, seguido de seu irmão, deixando Rose com a responsabilidade de cuidar das irmãs. Ela tinha uma irmã mais nova, Stéphanie, que mais tarde também foi para o mar e navegou para Maurício in 1818; Stéphanie casou-se com um funcionário público, M. Maillard, que mais tarde se divorciou dela.
Aos 19 anos, Rose casou-se com Louis Claude de Saulces de Freycinet, de 35 anos, membro da aristocracia francesa. A diferença de classe social não foi um impedimento para um casamento feliz.
Em 1817 Louis-Claude recebeu o comando do navio Uranie em uma expedição sob os auspícios da Marinha Francesa e do Ministério do Interior francês, que rumou para o Rio de Janeiro a fim de realizar diferentes medições científicas e coletar espécimes em história natural. Recém-casado com Rose Pinon, o normal seria que a esposa  permanecesse em terra durante a longa viagem do marido, aguardando seu retorno, já que mulheres não eram admitidas a bordo dos navios da Marinha francesa. Mas possivelmente com a cumplicidade do marido, ela embarcou disfarçada em homem.
Disfarçada em marujo, vamos encontrá-la clandestinamente penetrando o portaló do Uranie, no dia da partida, que foi o de 17 de setembro de 1817, entre diversos homens da equipagem, uma sacola de viagem ao ombro, o coração aos saltos, trêfega, agitada, cautelosa, porém feliz (não sabemos contudo se com o tácito conhecimento ou ignorância do seu jovem marido.)

Larga o veleiro e afastar-se da costa, mas, só no dia imediato é que o comandante acha de reunir o estado-maior da oficialidade, a fim de apresentar a esposa que, segundo ele disse, a bordo penetrou contra a sua vontade. O formoso “grumete”, no seu uniforme, brejeiro e calmo, aparece sorrindo... Que aventura!
Os oficiais de bordo, cheios da mais polida e mais sincera galantaria, beijam-lhe a mão, comovidos:
– Madame...
E, muito naturalmente, rejubilam, agradecendo a lembrança da providência, tal a de lhes ter dado, para viagem tão áspera e tão longa, aquele sorriso e aquela graça de mulher.

E a Uranie, rompendo Gibraltar, aproa para a América.
Em 6 de dezembro de 1817 "entramos na esplêndida baía do Rio de Janeiro. O tempo estava magnífico e pudemos tranquilamente repousar nossa vista sobre a bela vegetação desta parte do novo mundo".
Na estada carioca que durou quase dois meses, Rose conheceu a Floresta da Tijuca, cuja natureza exuberante recordou as florestas descritas por Chateaubriand na obra Atala; as cerimônias religiosas na Capela Real, onde se impressiona, e se indigna, com o coro dos castrati mandados buscar à Itália; o Jardim Botânico, onde na época se faziam experiências com o plantio do chá. Em certo ponto do diário, faz a seguinte observação depreciativa aos nossos colonizadores: "Quel dommage qu'un si beau pays ne soit pas cultivé par une nation active et intelligente." ("Pena que tão lindo país não seja colonizado por uma nação ativa e inteligente.") Em 29 de janeiro de janeiro de 1918 o Uranie parte em direção à Cidade do Cabo.
A expedição trouxe de volta um grande número de espécimes científicos, incluindo minerais, plantas, insetos, animais, apesar do naufrágio do Uranie em 1820 nas Ilhas Falkland. De acordo com Jacques Arago, o artista que havia sido contratado para fazer as ilustrações botânicas e outras e que era o único civil a bordo, durante o naufrágio Rose de Freycinet comportou-se admiravelmente. Em junho de 1820, antes de retornar definitivamente à França, a expedição, agora na nau Physicienne, passa mais uma vez pelo Rio de Janeiro. 
Embora o diário de Rose só viesse a ser publicado em 1927, os acontecimentos da expedição são narrados também na obra do seu marido Voyage autour du Monde publicada em Paris em 1825.
Em Paris, em 1832, Louis adoeceu com cólera. Com o Dr. Gaimard, que também viajara a bordo do Uranie, Rose cuidou do marido até que recuperasse a saúde, embora ela sofresse de uma doença no estômago. Porém, ela própria adoeceu, e morreu em 7 de maio de 1832.
Os nomes de Pointe Rose (Ponta Rosa) e Anse Rose (Angra Rosa) foram dados a duas partes do litoral que tocam o cabo Freycinet, na Austrália. O nome de Rose também foi dado por seu marido a uma ilha descoberta em 21 de outubro de 1819 a leste do arquipélago dos Navegadores, em Samoa.